# Beni Sidel
Beni Sidel is een dorp in het Rifgebergte in het noorden van Marokko. Beni Sidel ligt ten westen van de stad Nador.

## Geboren te Beni Sidel
- Ahmed Aboutaleb (1961), Marokkaans-Nederlands politicus
- Youssef Mokhtari (1979), Marokkaans voetballer
- Yamila Idrissi (1968), Vlaams politica (sp.a)
- Isam Bachiri